# Karina Colis
Karina Colis (San Luis Potosí) es una baterista, vocalista, compositora y educadora mexicana. Es conocida por su trabajo dentro del jazz contemporáneo y por incorporar elementos del flamenco, la música tradicional mexicana, la música clásica de la India y otros géneros. Fue la primera baterista mexicana en graduarse con honores del Berklee College of Music.

## Biografía
Colis inició su formación musical en San Luis Potosí, donde comenzó a tocar profesionalmente a los 18 años. A los 20 años recibió una beca en Puerto Rico que le permitió ingresar al Berklee College of Music en Boston, donde se graduó summa cum laude en 2006. Posteriormente, desarrolló su carrera en Estados Unidos durante más de 16 años, radicando en Boston y Nueva York.
Durante este periodo, formó parte de diversos proyectos musicales y colaboró con artistas como Rubén Blades, Paquito D’Rivera, Esperanza Spalding, Antonio Sánchez, Juan Luis Guerra, Armando Manzanero, Dee Dee Bridgewater, Claudia Acuña, Benny Rietveld y Billy Hart.
Ha participado en festivales y escenarios internacionales como el Montreal Jazz Festival (Canadá), WOMAD (Reino Unido), Jazz Tales Festival (Egipto), Blue Note Jazz Festival (Nueva York), Vive Latino (Ciudad de México), Virada Cultural (Brasil), y otros eventos en India, Medio Oriente, Europa y América Latina. 

## Producción musical
En 2023 lanzó su primer álbum como líder, titulado Heal, grabado en México. El material incluye composiciones propias e influencias musicales derivadas de su trayectoria en distintos países. El tema principal fue dedicado a las personas que perdieron a seres queridos durante la pandemia de COVID-19. 

## Actividad académica
Colis ha sido profesora de batería en la Swarnabhoomi Academy of Music (India) y ha impartido clases, clínicas y talleres en diversas instituciones, como Berklee College of Music, Central Washington University, JazzUV (Xalapa), el Instituto Potosino de Bellas Artes, Centro de las Artes de San Luis Potosí, el Teatro Colón en Colombia, entre otros. 